# Teodora Paleologa
Teodora Paleologa (in bulgaro  Теодора Палеологина? in greco antico: Θεοδώρα Παλαιολογίνα?; fl. 1308-1330) fu per due volte zarina consorte di Bulgaria: dal 1308 al 1321 come moglie di Teodoro Svetoslav di Bulgaria e poi nuovamente dal 1324 al 1330 in quanto moglie di Michele Asen III.

## Biografia
Figlia di Michele IX Paleologo e Rita d'Armenia, sposò Teodoro Svetoslav nel 1308 come parte del tentativo di appianare le tensioni tra la Bulgaria e l'Impero Bizantino. 
Dopo essere rimasta vedova nel 1322, rimase a Tărnovo, dove pare fosse in buoni rapporti con il figliastro Giorgio II di Bulgaria, il figlio di primo letto di Teodoro e nuovo zar di Bulgaria. Dopo la morte improvvisa di Giorgio, Michele Asen III ereditò il trono e, nel 1324, divorziò dalla moglie Ana-Neda e si risposò con Teodora. Ancora una volta le nozze furono il risultato di macchinazioni politiche e, rimasta nuovamente vedova nel 1330, Teodora si ritrovò in una posizione delicata, dato che Ana-Neda e i figli – incluso il nuovo imperatore Ivan Stefan – tornarono dall'esilio.
Teodora tornò quindi a Costantinopoli, dove entrò in buoni rapporti con Teodora Paleologa Cantacuzena Angela. Seguì le orme materne e si ritirò in un monastero, prendendo il nome di "Teodosia".

## Discendenza
Ebbe sicuramente figli dal secondo marito e, forse, anche dal primo, ma i loro nomi non ci sono pervenuti e probabilmente i principini morirono durante la primissima infanzia.

## Ascendenza
|                        |                    |                              | Genitori                |  |  | Nonni |  |  | Bisnonni               |  |  | Trisnonni           |  |
|                        |                    |                              |                         |  |  |       |  |  | Michele VIII Paleologo |  |  | Andronico Paleologo |  |
|                        |                    |                              |                         |  |  |       |  |  | Michele VIII Paleologo |  |  | Andronico Paleologo |  |
|                        |                    | Teodora Angelina Paleologina |                         |  |  |       |  |  | Michele VIII Paleologo |  |  |                     |  |
| Andronico II Paleologo |                    |                              |                         |  |  |       |  |  | Michele VIII Paleologo |  |  |                     |  |
|                        |                    | Teodora Ducas Vatatzina      | …                       |  |  |       |  |  |                        |  |  |                     |  |
|                        |                    | Teodora Ducas Vatatzina      | …                       |  |  |       |  |  |                        |  |  |                     |  |
|                        |                    | Teodora Ducas Vatatzina      | …                       |  |  |       |  |  |                        |  |  |                     |  |
| Michele IX Paleologo   |                    | Teodora Ducas Vatatzina      |                         |  |  |       |  |  |                        |  |  |                     |  |
|                        |                    | Stefano V d'Ungheria         | Béla IV d'Ungheria      |  |  |       |  |  |                        |  |  |                     |  |
|                        |                    | Stefano V d'Ungheria         | Béla IV d'Ungheria      |  |  |       |  |  |                        |  |  |                     |  |
|                        |                    | Stefano V d'Ungheria         | Maria Lascaris di Nicea |  |  |       |  |  |                        |  |  |                     |  |
| Anna d'Ungheria        |                    | Stefano V d'Ungheria         |                         |  |  |       |  |  |                        |  |  |                     |  |
|                        |                    | Elisabetta dei Cumani        | …                       |  |  |       |  |  |                        |  |  |                     |  |
|                        |                    | Elisabetta dei Cumani        | …                       |  |  |       |  |  |                        |  |  |                     |  |
|                        |                    | Elisabetta dei Cumani        | …                       |  |  |       |  |  |                        |  |  |                     |  |
| Maria Paleologa        |                    | Elisabetta dei Cumani        |                         |  |  |       |  |  |                        |  |  |                     |  |
|                        | Aitone I d'Armenia | Costantino di Barbaron       |                         |  |  |       |  |  |                        |  |  |                     |  |
|                        | Aitone I d'Armenia | Costantino di Barbaron       |                         |  |  |       |  |  |                        |  |  |                     |  |
|                        | Aitone I d'Armenia | Alix Pahlavouni di Lampron   |                         |  |  |       |  |  |                        |  |  |                     |  |
| Leone III d'Armenia    | Aitone I d'Armenia |                              |                         |  |  |       |  |  |                        |  |  |                     |  |
|                        |                    | Isabella d'Armenia           | Leone II d'Armenia      |  |  |       |  |  |                        |  |  |                     |  |
|                        |                    | Isabella d'Armenia           | Leone II d'Armenia      |  |  |       |  |  |                        |  |  |                     |  |
|                        |                    | Isabella d'Armenia           | Sibilla di Lusignano    |  |  |       |  |  |                        |  |  |                     |  |
| Rita d'Armenia         |                    | Isabella d'Armenia           |                         |  |  |       |  |  |                        |  |  |                     |  |
|                        |                    | Aitone IV di Lampron         | …                       |  |  |       |  |  |                        |  |  |                     |  |
|                        |                    | Aitone IV di Lampron         | …                       |  |  |       |  |  |                        |  |  |                     |  |
|                        |                    | Aitone IV di Lampron         | …                       |  |  |       |  |  |                        |  |  |                     |  |
| Keran di Lampron       |                    | Aitone IV di Lampron         |                         |  |  |       |  |  |                        |  |  |                     |  |
|                        |                    | …                            | …                       |  |  |       |  |  |                        |  |  |                     |  |
|                        |                    | …                            | …                       |  |  |       |  |  |                        |  |  |                     |  |
|                        |                    | …                            | …                       |  |  |       |  |  |                        |  |  |                     |  |
|                        |                    | …                            |                         |  |  |       |  |  |                        |  |  |                     |  |